# Terapia radiometabolica delle metastasi ossee

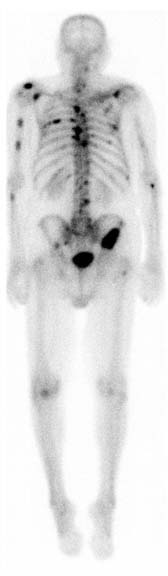
La scintigrafia ossea mostra metastasi alle ossa provenienti da un tumore alla prostata. La positività delle lesioni a questo esame è fondamentale nel determinare l'efficacia del trattamento radiometabolico

La terapia radiometabolica delle metastasi ossee è una metodica di radioterapia e medicina nucleare. Le metastasi ossee sono molto frequenti negli stadi avanzati delle patologie tumorali. Le complicanze maggiori sono il dolore, le fratture patologiche, la compressione radicolare e/o midollare e l'ipercalcemia.
Il trattamento del dolore osseo da metastasi è un trattamento multidisciplinare che utilizza varie opzioni terapeutiche anche in combinazione: chirurgia, radioterapia, chemioterapia, terapia antalgica, ormonoterapia, terapia con bifosfonati, terapia con anticorpi monoclonali anti RANK-ligando (denosumab) e terapia radiometabolica. Il primo approccio di solito utilizza farmaci antinfiammatori non steroidei (FANS) per poi passare a terapie più potenti (farmaci oppioidi). La chirurgia e la radioterapia sono invece utilizzate in caso di lesioni isolate. In caso di interessamento diffuso dello scheletro sono utilizzabili i difosfonati, il denosumab e la terapia radiometabolica con farmaci osteotropi. Queste ultime sostanze si legano all'osso in modo del tutto simile ai radiofarmaci utilizzati nella scintigrafia ossea. Le sostanze di tale categoria più utilizzate in queste terapie sono il 153Sm-EDTMP, il 186Re-HEDP, lo 89SrCl2 e recentemente il 223RaCl2. Questi trattamenti sono quindi utilizzabili sia per trattare sia metastasi osteoaddensanti (come quelle da carcinoma prostatico, dove c'è apposizione di osso nel loro contesto) sia metastasi miste (con aree litiche, dove l'osso viene eroso, frammiste ad aree addensate come avviene nel carcinoma mammario).
Il meccanismo d'azione di questi farmaci non è ancora del tutto chiarito, ma sembra che l'irradiazione dei tessuti metastatici comporti una diminuzione del rilascio di sostanze chimiche che provocano il dolore in tale sede da parte sia delle cellule infiammatorie sia di quelle neoplastiche. Altro contributo sembra essere dato dalla riduzione dell'edema periostale.

## Indicazioni e controindicazioni
Tali trattamenti sono indicati per alleviare il dolore provocato da metastasi scheletriche di natura osteoblastica di qualsiasi natura (più spesso da tumore della prostata o della mammella) già dimostrate mediante scintigrafia ossea. Le controindicazioni assolute al trattamento sono la gravidanza e l'allattamento (il radiofarmaco è in grado di raggiungere il feto e il neonato), l'insufficienza renale (GFR < 30, in quanto questi radiofarmaci sono nefrotossici), un'aspettativa di vita minore di un mese (il trattamento non avrebbe tempo sufficiente per dare un effetto), piastrine sotto il valore di 60000/microlitro, leucociti sotto quello di 2500/microlitro, rischio imminente di frattura patologica, compressione midollare o coagulazione intravascolare disseminata, eventuali allergie al farmaco stesso. Le controindicazioni relative consistono nella presenza di interessamento metastatico extrascheletrico predominante, interessamento midollare diffuso (quadro di superscan, in tali casi valutare il rischio di eventuale mielotossicità), piastrine fra 60000 e 100000/microlitro.

### Indicazioni al trattamento con Radio-223
Il trattamento con Radio-223 cloruro è riservato alla sola neoplasia prostatica resistente alla castrazione, dopo aver effettuato almeno 2 trattamenti di prima linea, in pazienti che non presentano metastasi viscerali e che presentano multiple metastasi ossee (meglio se più di sei) rilevate mediante scintigrafia.
Prima del trattamento è opportuno eseguire anche un emocromo, una misura del PSA e della fosfatasi alcalina; quest'ultimo enzima e quello che meglio correla con la risposta al trattamento, in quanto il PSA spesso presenta rialzi reattivi (flare); tuttavia un aumento repentino del PSA deve far sospettare la presenza di metastasi viscerali. È bene anche eseguire una TC o una RM del rachide per escludere lesioni a rischio di dare in seguito al trattamento fratture patologiche con compressione midollare.
L'associazione fra il trattamento con il radio è quello a base di abiraterone è controindicata in quanto è dimostrato che aumenta il rischio di fratture. Non è stato dimostrato un incremento della frequenza di questo effetto collaterale usando in contemporanea l'enzalutamide, i difosfonati, il desonumab ed il docetaxel (tuttavia quest'ultimo può influire sul quadro ematologico in alcuni pazienti).

## Radiofarmaci impiegati
Il 153Sm-EDTMP è un difosfonato marcato con un isotopo beta-emittente che presenta capacità di legame simile ai difosfonati utilizzati per la scintigrafia ossea. Una volta iniettato è rimosso rapidamente dal circolo sanguigno (dopo un'ora dalla somministrazione se ne trova nel sangue meno dell'1% della quantità somministrata); il 60% del totale si deposita a livello scheletrico e il restante 40% è eliminato con le urine nelle prime 10-12 ore. Un altro difosfonato dagli effetti simili, il 186Re-HEDP, presenta un legame pari al 40% della dose somministrata allo scheletro ed è eliminato dal sangue nelle prime 8 ore.
Lo stronzio 89 è in grado di legarsi all'osso senza la necessità di una molecola carrier in quanto è un metallo alcalino-terroso; appartiene cioè allo stesso gruppo chimico del calcio, con cui condivide il metabolismo osseo. Il farmaco è commercializzato sotto forma di cloruro (89SrCl2); anche tale sostanza è rapidamente eliminata dal circolo sanguigno per via urinaria e il 50% della dose somministrata si lega all'osso.
Il Radio 223 (anch'esso commercializzato come cloruro, 223RaCl2) è un metallo alcalino-terroso e presenta anch'esso un metabolismo simile a quello del calcio; emette particelle alfa ad alta energia in una serie di decadimenti a catena. Tale sostanza, al contrario delle precedenti, è eliminata per via intestinale; quindi non presenta i problemi legati alla tossicità renale, ma può portare all'insorgere di diarrea, di solito di modesta entità, per danno della mucosa che ricopre l'intestino. Il radio può dare anche astenia (per irradiazione del midollo, ma meno intensa rispetto a quella data dai farmaci beta-emittenti) e raramente costipazione.
Nella pagina generale sulla terapia radiometabolica sono elencate le caratteristiche fisiche degli isotopi qui descritti. La somministrazione di questi farmaci avviene per via endovenosa previa idratazione del paziente e secondo protocolli specifici in cui sono definite le dosi e le modalità di somministrazione (dose singola per i difosfonati, 4 dosi ripetute a distanza di un mese per lo stronzio, di norma 55 kBq/kg per il radio-223 in 6 somministrazioni).
I difosfonati inoltre sono marcati con radioisotopi che presentano anche un'emissione gamma; per tale ragione è anche possibile eseguire indagini scintigrafiche dopo la loro somministrazione per valutarne la distribuzione nell'organismo (anche il radio-223 presenta una debole emissione gamma che può consentire di eseguire un imaging analogo, che però di norma non è eseguito in quanto tale emissione è molto debole). Ciò si può anche fare con lo stronzio sfruttando l'emissione x prodotta per frenamento delle particelle beta nei tessuti del paziente (effetto Bremsstrahlung). La ristaziazione scintigrafica dopo il trattamento è bene effettuarla ad almeno 3-6 mesi di distanza per evitare attivazioni reattive delle lesioni (flare).

## Effetti del trattamento
La palliazione del dolore come già esposto presenta un periodo di latenza dal momento della somministrazione del radiofarmaco. Questa latenza è di solito più breve per i difosfonati rispetto allo stronzio 89, in quanto i radioisotopi con cui sono marcati presentano un'emivita più breve. Non si sono comunque rilevate differenze significative nell'effetto palliativo fra le 2 categorie di farmaci. Il 65-75% dei pazienti trattati ottiene un beneficio dal trattamento (nel 25-35% dei casi il dolore scompare e nel 40-50% dei casi si riduce). L'effetto palliativo dura dai 2 ai 4 mesi dopo la somministrazione dei difosfonati e da 3 a 6 mesi dopo la somministrazione di 89Sr.
Sono stati inoltre segnalati casi in cui la terapia radiometabolica ha portato anche a regressione temporanea delle metastasi scheletriche. Recenti studi condotti per verificare l'efficacia terapeutica del Radio 223 hanno mostrato un aumento della sopravvivenza nei soggetti trattati che presentavano resistenza all'ormonoterapia.
In circa il 10% dei soggetti trattati si può osservare nelle prime 72 ore dopo l'infusione un transitorio aumento del dolore (effetto flare) trattabile con analgesici. Tale fenomeno è da molti considerato un indice di buona risposta alla terapia.
La mielosoppressione, se si manifesta, compare di solito dopo 3-5 settimane dalla somministrazione se si utilizzano i difosfonati (e scompare dopo 8); con lo stronzio 89 tale effetto si verifica in genere più tardivamente a 12-16 settimane. Tale fenomeno è più comune nei pazienti con più diffuso interessamento midollare o già chemiotrattati.
In caso di ricomparsa del dolore il paziente può essere ritrattato se le condizioni ancora lo consentono e a ragionevole distanza di tempo (6-8 settimane per i difosfonati, 12 settimane per lo stronzio 89). Di solito l'effetto rimane analogo nel tempo, ma può anche diminuire in intensità e/o durata.